# Marina Prior
Marina Prior (Port Moresby, 18 ottobre 1963) è un soprano e attrice australiana della Nuova Guinea, con una carriera svoltasi principalmente nel teatro musicale. Dal 1990 al 1993 ha recitato il ruolo dell'originale Christine Daaé nella prima australiana de Il fantasma dell'opera, al fianco di Anthony Warlow e in seguito di Rob Guest.

## Biografia
Marina Prior è nata a Port Moresby nel Territorio di Papua e Nuova Guinea, Australia, dove suo padre lavorava nel settore marittimo. I suoi genitori erano membri della locale Gilbert and Sullivan Society. La famiglia tornò in Australia quando lei era una bambina e lei crebbe a Melbourne, dove frequentò la Syndal South Primary School e la Korowa Anglican Girls' School. Iniziò a prendere lezioni di canto all'età di dodici anni ed imparò anche pianoforte, flauto e chitarra.
Nel 1982 la Prior iniziò a studiare per un Bachelor of Music al Melbourne State College (che in seguito divenne una facoltà dell'Università di Melbourne). Per raccogliere fondi, lavorò nei bar provò a suonare per strada. Nel settembre 1983 fece un provino per la produzione della Victoria State Opera di The Pirates of Penzance. Fu scelta come "Mabel" e questo diede inizio alla sua carriera nel teatro musicale. Inizialmente aveva provato per il coro e ricorda "Quando mi hanno detto che il ruolo era 'Mabel' sono quasi svenuta... non potevo crederci... era come una favola". Rinviò i suoi studi per via di spettacoli e "impegni in tournée".

## Carriera teatrale
Nel 1984 la Prior è stata "Guinevere" nella produzione australiana di Camelot con Richard Harris. Nel 1985 ha interpretato il doppio ruolo di "Jellylorum" e "Griddlebone" nella prima produzione australiana di Cats. Nel 1987 è apparsa come "Josephine" al fianco di Paul Eddington in H.M.S. Pinafore di Gilbert e Sullivan, come "Kathy" in The Student Prince alla Lyric Opera di Brisbane e come "Hope Harcourt" in Anything Goes. Seguono "Cosette" e la prima produzione australiana di Les Misérables a Melbourne e più tardi "Fantine" nello stesso musical a Sydney.
Dal 1990 al 1993 ha recitato nel ruolo dell'originale "Christine Daaé" nella prima australiana de Il fantasma dell'opera, al fianco di Anthony Warlow e in seguito di Rob Guest. Questo è stato seguito da ruoli in molte produzioni importanti, tra cui "Maria" in West Side Story, "Lily" in The Secret Garden (1995), "Magnolia" in Show Boat (1998) e il ruolo principale in La vedova allegra (1999).
Altre apparizioni includono "Miss Adelaide" in Guys and Dolls (2000); il ruolo del protagonista in Anna prendi il fucile (2004), entrambi in versione da concerto con The Production Company; nel 2003 nell'opera teatrale di John Misto Harp on the Willow ("Mary O'Hara") all'Ensemble Theatre di Sydney come "Jane Smart" in The Witches of Eastwick (2002); e come "Belinda Blair" in Noises Off (2003). Si è esibita nella prima australiana di The The 25th Annual Putnam County Spelling Bee con la Melbourne Theatre Company e successivamente con la Sydney Theatre Company. È apparsa come "Miss Adelaide" in Guys and Dolls al Princess Theatre, Melbourne nel marzo 2008 e con la Melbourne Theatre Company in The Hypocrite nel novembre 2008. Ha ripreso il suo ruolo in Guys and Dolls dal marzo 2009 a Sydney.
La Prior è stata in tournée in Australasia nel 1994 con José Carreras. Ha tenuto concerti con molte orchestre sinfoniche australiane. Si esibisce regolarmente al Carols by Candlelight di Melbourne e appare regolarmente uin Opera in the Alps con David Hobson. È anche apparsa con Hobson in Opera by the Lock a Mildura, Victoria, nel 2008.
Nel 2011 è apparsa come Mrs Banks nella produzione australiana del musical Mary Poppins. Nel 2012 si è esibita con David Hobson e James Morrison alla Leeuwin Estate Concert Series.
Si è esibita nella più recente produzione australiana di The Sound of Music come Baronessa Schraeder. La produzione iniziò il suo tour nazionale a Sydney il 13 dicembre 2015 e si è conclusa a Perth il 7 ottobre 2016.
Dal 27 maggio all'11 giugno 2017 la Prior ha interpretato il ruolo principale di Dolly Levi nella produzione di Hello, Dolly! della The Production Company. Si è poi unita alla produzione di Hay Fever della Melbourne Theatre Company dal 23 settembre al 1 novembre 2017, nel ruolo di Judith Bliss. Dopo la chiusura di questa produzione è stato annunciato che la Prior si unirà al cast di Melbourne di Dream Lover nel doppio ruolo di Polly Darin e Mary Douvan, con inizio dal 27 dicembre 2017.

## Televisione ed incisioni
Negli anni '90 la Prior ha registrato tre album accompagnata dalla Melbourne Symphony Orchestra. Leading Lady, Aspects of Andrew Lloyd Webber (che ha ricevuto una nomination all'ARIA) e Somewhere – The Songs of Sondheim e Bernstein.
È stata giudice in entrambe le serie televisive del reality della Seven Network del 2006 e 2007 It Takes Two.
Nel 2012 ha pubblicato il suo quarto album in studio, Both Sides Now, che ha raggiunto la posizione numero 42. Questo è stato seguito da Encore e Candlelight Christmas nel 2013 e un album dal vivo nel 2014, Marina Prior Live.
Nel 2015 ha cantato nell'opera televisiva The Divorce.
Nell'aprile 2016 ha pubblicato Together con Mark Vincent. Questo è diventato il suo primo album nella top 5 della classifica ARIA.

## Discografia

### Album in studio
| Titolo                                          | Dettagli dell'album | Grafico dei picchi posizioni | Certificazione   |
| Titolo                                          | Dettagli dell'album | AUS                          | Certificazione   |
| ----------------------------------------------- | --- | ---------------------------- | ---------------- |
| Leading Lady                                    | - Pubblicazione: novembre 1991 - Etichetta: Sony Music Australia (469214.2) - Formati: CD, Cassetta                                                       | 15                           | - ARIA: Platinum |
| Aspects of Andrew Lloyd Webber                  | - Pubblicazione: novembre 1992 - Etichetta: Sony Music Australia (472653.2) - Formati: CD, Cassetta                                                       | 22                           | - ARIA: Gold     |
| Somewhere – The Songs of Sondheim and Bernstein | - Pubblicazione: novembre 1994 - Etichetta: Sony Music Australia (478068 2) - Formati: CD                                                                 | 74                           |                  |
| Both Sides Now                                  | - Pubblicazione: settembre 2012 - Etichetta: Ambition Entertainment / UMA (FANFARE080) - Formati: CD, Digitale                                            | 42                           |                  |
| Encore                                          | - Pubblicazione: aprile 2013 - Etichetta: Ambition Entertainment / UMA (FANFARE093) - Formati: CD, Digitale                                               | -                            |                  |
| Candlelight Christmas                           | - Pubblicazione: novembre 2013 - Etichetta: Ambition Entertainment / UMA (FANFARE127) - Formati: CD, Digitale - ripubblicato come A Christmas Gift (2016) | 46                           |                  |
| Together (with Mark Vincent)                    | - Pubblicazione: 2016 - Etichetta: Ambition Entertainment / UMA (FANFARE127) - Formati: CD, Digitale                                                      | 5                            |                  |

### Raccolte
| Titolo                                | Dettagli album                                                                                                   | Grafico dei picchi posizioni |
| Titolo                                | Dettagli album                                                                                                   | AUS                          |
| ------------------------------------- | --- | ---------------------------- |
| All I Ask of You                      | - Pubblicazione: aprile 2006 - Etichetta: Sony BMG (CDR0541) - Formati: CD                                       | -                            |
| The Essential Marina Prior            | - Pubblicazione: 2010 - Etichetta: Sony - Formati: CD                                                            | -                            |
| Songbird                              | - Pubblicazione: aprile 2014 - Etichetta: Ambition Entertainment / UMA (FANFARE129) - Formati: cofanetto di 3 CD | -                            |
| Leading Lady: The Ultimate Collection | - Pubblicazione: 2015 - Etichetta: Ambition Entertainment / UMA (FANFARE169) - Formati: CD, download             | -                            |

### Album live
| Titolo            | Dettagli album | Grafico dei picchi posizioni |
| Titolo            | Dettagli album | AUS                          |
| ----------------- | --- | ---------------------------- |
| Marina Prior Live | - Pubblicazione: dicembre 2014 - Etichetta: Ambition Entertainment / UMA (FANFARE131) - Formati: CD+DVD, download | -                            |

### Registrazioni in teatro
- Cats (1985)
- Anything Goes (1989)
- The Secret Garden (1995)
- Mary Poppins (2010)
- The Divorce (colonna sonora originale) (2015)

## Altro
La Prior è stata nominata nel 1996 Queen of Moomba dal comitato del festival di Melbourne.
Marina Prior è Ambasciatore di buona volontà per Samaritan's Purse Australia dal 2005. In questa veste ha visitato diversi progetti di sviluppo in Asia, tra cui scuole, progetti idrici e distribuzione di scatole da scarpe Operation Christmas Child. Nel 2009 ha recitato in "A Short Film About Shoe Boxes" per promuovere Samaritan's Purse e Operation Christmas Child.

## Premi
La Prior ha ricevuto numerosi premi; tra questi figurano due Mo Awards (1991, 1995), tre Green Room Awards (Les Miserables nel 1990, The Phantom of the Opera nel 1991 e Kiss Me, Kate nel 2005) e nel 1993 l'Advance Australia Award per il suo contributo alle Arti dello Spettacolo.
È stata nominata tre volte per l'Helpmann Award come miglior attrice in un musical: per Le streghe di Eastwick (2003), The 25th Annual Putnum County Spelling Bee (2006) e Guys and Dolls (2008). È stata anche nominata come miglior attrice non protagonista in un musical per Mary Poppins (2011).
È stata inserita tra i 100 personaggi del mondo dello spettacolo australiani del secolo.

## Vita privata
Dal 1991 Marina Prior era stata sposata con Peter Lowrey, anche lui attore di teatro musicale, con dal quale ha avuto tre figli; dal 2012 è sposata con Grant Piro, un attore.
La Prior è diventata una devota cristiana alla fine degli anni '90, ha lavorato per organizzazioni di beneficenza, Samaritan's Purse (nella loro Operazione Christmas Child) e Vision Australia's Carols by Candlelight.